# セオドア・S・ウィルキンソン
“ピング”セオドア・スターク・ウィルキンソン（Theodore Stark Wilkinson, 1888年12月22日-1946年2月21日）はアメリカ海軍の軍人、最終階級は中将。名誉勲章受章者。1943年7月以降のソロモン諸島の戦いなどの上陸戦において、アメリカ海軍の両用戦部隊司令官の一人として活躍した。

## 生涯

### 名誉勲章
“ピング”こと、セオドア・スターク・ウィルキンソンは1888年12月22日、メリーランド州アナポリスで、アーネスト・ウィルキンソン海軍少尉の息子として生まれる。1905年に海軍兵学校（アナポリス）に入学し、1909年に首位の成績で卒業した。アナポリス時代はスポーツに長け、ニックネームの「ピング」は、特にテニスや卓球を得意としていたことから名づけられた。卒業年次から「アナポリス1909年組」と呼称された世代からはレイテ沖海戦におけるスリガオ海峡夜戦で戦艦部隊を指揮したジェシー・B・オルデンドルフ、戦艦「ノースカロライナ」初代艦長オーラフ・M・ハストベット、初代海軍作戦部長のウィリアム・S・ベンソンを父に持つ戦艦「ワシントン」初代艦長ハワード・H・J・ベンソンらがいる。
アナポリス卒業後、ウィルキンソンは候補生として2年間の海外勤務の義務のため、戦艦「カンザス」 (USS Kansas, BB-21) および「サウスカロライナ」 (USS South Carolina, BB-26) 乗り組みとなる。1911年6月5日に少尉に任官後、ワシントンD.C.のジョージ・ワシントン大学に籍を置きながら海軍省兵站局に勤務し、1913年7月25日に戦艦「フロリダ」 (USS Florida, BB-30) に配属され、再び国外での任務に就く。時はメキシコ革命の最中、「フロリダ」もベラクルスに派遣される。1914年4月21日から22日にかけて、ウィルキンソンは「フロリダ」の第2陸戦隊を率いてベラクルスでの戦闘に加わって税関を占領。「熟練して勇敢なリーダーシップを発揮し、卓越して顕著である行為」が認められて名誉勲章を授与された。この時、ウィルキンソン以外に名誉勲章を授与された者の中には、空母任務群を指揮したフランク・J・フレッチャー（アナポリス1906年組）や室蘭艦砲射撃を行ったオスカー・C・バジャー2世（アナポリス1911年組）、アメリカ海軍航空隊の礎を築いたウィリアム・A・モフェット（アナポリス1890年組）などがいる。

### 第一次世界大戦と戦間期
名誉勲章受章者となったウィルキンソンは、8月4日に装甲巡洋艦「テネシー」 (USS Tennessee, ACR-10) に乗り組んで、2日後には大西洋に向かう。「テネシー」と「ノースカロライナ」 (USS North Carolina, ACR-12) は、第一次世界大戦勃発によってヨーロッパ大陸に取り残されたアメリカ国民を収容する任務に就いていた。9月3日にパリで海軍武官付となったあと、地中海方面で行動していた「ノースカロライナ」に合流し、大西洋艦隊第7分隊および第2分隊の指揮官となった。
1916年7月から1919年7月までの間、ウィルキンソンは兵站局実験部門のトップとなる。この時代、兵站局実験部門ではウィルキンソンの指揮の下で2つの顕著な開発品があった。一つは毒ガスを仕込んだ煙幕であり、もう一つはマーク6型機雷用の発火装置だった。後者は、ドイツUボートが北海を通って外洋に出るのを阻止するために構築された北海機雷堰で使用された。アメリカ海軍では1970年代までに退役したものの、海上自衛隊が国産化した66式機雷は1990年代に入っても現役であった。
ウィルキンソンはしばらくの間、陸上勤務と海上勤務を行ったりきたりする。「カンザス」および「ペンシルベニア」 (USS Pennsylvania, BB-38) で砲術長を務め、1921年から1922年の間は駆逐艦「オスボーン」 (USS Osborne, DD-295) 、「ゴフ」 (USS Goff, DD-247) および「テイラー」 (USS Taylor, DD-97) の艦長を務め、兵站局実験部門に復帰した。その後は1925年1月から1926年12月まで駆逐艦「キング」 (USS King, DD-242) 艦長を務めたあとは海軍省航海局将校人事課の記録部門のトップとなった。1930年6月、ウィルキンソンは偵察艦隊司令官アーサー・L・ウィラード少将（アナポリス1891年組）の下で砲術参謀を務め、1931年12月には将官会議の秘書官となる。その間、1933年のジュネーブでの海軍軍縮会議、および1934年からの第二次ロンドン海軍軍縮会議にも出席した。
1934年9月から1936年6月まで、ウィルキンソンは重巡洋艦「インディアナポリス」 (USS Indianapolis, CA-35) の副艦長となり、続く3年の間は航海局企画課のトップとなる。偵察艦隊首席参謀として「インディアナポリス」に戻ったあと、1941年1月には戦艦「ミシシッピ」 (USS Mississippi, BB-41) 艦長に就任した。

### 真珠湾攻撃
1941年10月15日、ウィルキンソンは少将に昇進してアメリカ海軍情報局局長に就任するが、このポジションにいたことで、1941年12月8日の真珠湾攻撃に関する論争、特に当時の合衆国艦隊兼太平洋艦隊司令長官ハズバンド・キンメル大将（アナポリス1904年組）が日本の攻撃の危険性を十分に警告されていたかどうかという点の論争に巻き込まれることになる。
ウィルキンソン自身や周囲の者の証言を総合すれば、情報局は知能に長けた局員を集めて情報分析にあたっていたが、それとは別に、当時戦争計画部長だったリッチモンド・K・ターナー少将（アナポリス1908年組）は1940年の時点で、「日本側の意図」や「戦略プラン」に基づいた艦隊動向に関する情報をほぼ独占的に受け取っていた。戦争計画部長としてのターナーは海軍作戦部長ハロルド・スターク大将（アナポリス1903年組）および作戦部次長ロイヤル・E・インガソル少将（アナポリス1905年組）以上に強大な権限を握っており、上官であるはずのスタークやインガソルをも顎で使うようになり、スタークやインガソルは、ターナーが出した案をそのまま丸呑みにするようになる。そのような状況の下、権威を笠に着たターナーは11月24日、「フィリピンとグアムに対し、別々の奇襲攻撃の可能性がある」との艦隊司令官への電文を準備していた。続いて11月27日には「これは警告だ・・・日本の対敵行動は数日内に明らかになるだろう・・・その目標はすなわち、フィリピン、タイ、クラ地峡およびボルネオあたりだろう・・・適切な防衛準備をせよ」という電文も用意された。しかし、この2つの電文は放置されるか、さして重要視されなかった。ウィルキンソンは12月2日、艦隊司令官宛の電文で「日本の領事はコードAを破壊するよう指令を受けた。交戦状態に近い警戒レベルに上げるように」と指示を与える。しかし、それ以降真珠湾への一撃のその瞬間までに、パープル暗号解析による情報分析の結果を含め、一切の警告は送信されなかった。
ターナーは日本側の意図に関する解釈について意見を求められた際、「日本軍が真珠湾を攻撃する可能性は半分半分で、それは常に思っていたことだ」と述べた。このターナーの発言を受け、1945年12月に開かれた両院合同査問委員会はターナーを「真珠湾攻撃の可能性を高く見積もっていた、ワシントン界隈のただ一人の高官」として位置づけた。一方、ウィルキンソンはターナーとは対照的に、「日本の最初の一撃は東南アジアのいずれかであり、アメリカとの直接対決は避けそうだ」という見解こそが、攻撃前のアメリカの高級士官の間では広まっていたと述べていた。ウィルキンソンは1945年5月から7月にかけて行われたヘンリー・ケント・ヒューイット大将（アナポリス1906年組）による一連の調査においても「警告電文を見た」と証言していたが、両院合同査問委員会でヒューイットの調査での証言を翻した。

### 第3両用戦部隊司令官

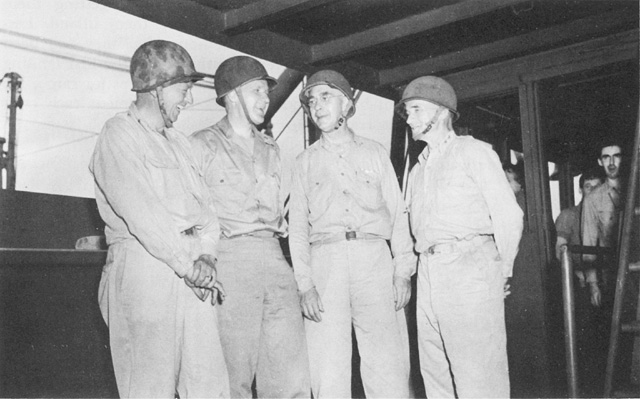
「マッコーリー」にて。左からレナード・F・ウィング陸軍大佐、ウィルキンソン、ターナー、ジョン・H・ヘスター陸軍少将（1943年6月29日）

1942年8月、ウィルキンソンは太平洋艦隊第2戦艦部隊司令官となって海上に出る。次いで1943年1月からは南太平洋部隊司令官ウィリアム・ハルゼー大将（アナポリス1904年組）の下で司令官代理に任ぜられる。1943年3月には、南太平洋部隊に第3艦隊の呼称が与えられた。第3艦隊指揮下の上陸軍は「第3両用戦部隊」と呼ばれ、ガダルカナル島の戦い以来、ウィルキンソンが情報局長時代から相対していたターナーが前身の部隊から継続して司令官を務めていた。ソロモン諸島の戦いの局面はニュージョージア島の戦いに移ろうとしており、その戦いも全般にわたってターナーが指揮するものと思われていた。しかし、戦いの途中でターナーがソロモン諸島から去り、その後任としてウィルキンソンが就くこととなった。
激闘のソロモン戦線とは打って変わって、1943年中旬ごろまでの中部太平洋方面はあまり大きな戦いもなかったが、この方面を担当する第5艦隊が編成されてエセックス級航空母艦などの新鋭艦も第5艦隊に宛がわれ、有数の大艦隊となっていた。第5艦隊司令長官に就任したレイモンド・スプルーアンス中将（アナポリス1907年組）は、上陸部隊の指揮官の選考に悩んでいた。そこで目をつけたのが、知己であり海軍大学校の同僚だったターナーだった。スプルーアンスは無理を承知で太平洋艦隊司令長官チェスター・ニミッツ大将（アナポリス1905年組）にターナーの招聘を要請したところ承認され、また、合衆国艦隊司令長官兼海軍作戦部長アーネスト・キング大将（アナポリス1901年組）とハルゼーの了解も得られたのでターナーは中部太平洋に転じることとなったのである。もっとも、ターナー自身は戦いの行方がある程度見通せるまではニュージョージア島の戦場に留まるつもりだったが、陸軍側の上陸部隊の指揮官更迭問題を抱えていたハルゼーは、ターナーが介入して問題がさらにもつれることを避けるため、期日どおりにターナーを中部太平洋に送り出し、ウィルキンソンに交代させた。
1943年7月15日付で第3両用戦部隊司令官となったウィルキンソンは、すでに策定されたカートホイール作戦の作戦計画を着々と推し進め、8月15日にはベララベラ島南端のビロア地区に約6,000名の部隊を上陸させ、シービーズが飛行場を建設してブーゲンビル島に対する橋頭堡とした。ベララベラ島攻略の功績により、ウィルキンソンは2度目の殊勲章を受章した。次なる目標はブーゲンビル島タロキナ岬であり、近在のトレジャリー諸島も攻略目標に含まれていた。しかし、ここまで相次ぐ日本艦隊の反撃などで艦艇の消耗も激しく、上陸部隊を輸送するウィルキンソンの第3両用戦部隊の手持ち兵力は駆逐艦11隻と輸送船12隻で、第3海兵師団を中心とする34,000名の上陸部隊を輸送しなければならなかった。第3両用戦部隊を間接護衛して支援する兵力もアーロン・S・メリル少将（アナポリス1912年組）率いる第39任務部隊のみとなり、ハルゼーは後詰として空母と巡洋艦、駆逐艦の借用を訴えて承認されたが、すべてがブーゲンビル島の戦いの開始に間に合うわけではなかった。11月1日の朝まだき、ウィルキンソンの第3両用戦部隊はエンプレス・オーガスタ湾に突入し、上陸部隊と物資を無事に陸揚げしたあと、夕方には撤退していった。これを察知した日本海軍は大森仙太郎少将の艦隊で殴り込みを掛けるが、メリルの第39任務部隊に追い返され（ブーゲンビル島沖海戦）、後詰でやってきた栗田健男中将の艦隊は、借用した空母群の空襲により追い返された（ラバウル空襲）。タロキナ岬には無事飛行場が完成し、ブーゲンビル島内の日本軍やラバウルへの圧力となった。ソロモン諸島の戦いにおける飛び石戦法は歴史家サミュエル・E・モリソンに激賞され、戦争終結後の東京裁判前の取調べで、内閣総理大臣も務めた東條英機陸軍大将が、潜水艦の活躍およびアメリカ軍の航空戦力と並んで日本の敗因の一つとして挙げられた。ウィルキンソンは、東條が言うところの「日本の敗因の一つ」を担ったわけである。
ラバウルの包囲網構築は1944年に入っても続き、1944年2月23日にはグリーン諸島の攻略戦を指揮。第5艦隊に代わって第3艦隊が中部太平洋方面で作戦すると、ウィルキンソンはターナーの部隊をそっくり引継ぎ、ペリリューの戦い、アンガウルの戦いおよびウルシー環礁の無血占領を進めた。ペリリューとアンガウルの功績で、ウィルキンソンは殊勲章に代わる金星章を受章した。フィリピンの戦いでは、第3両用戦部隊がトーマス・C・キンケイド中将（アナポリス1908年組）の第7艦隊に貸し出されていたため、ウィルキンソンも第7艦隊の指揮下で行動する。1944年10月1日から1945年1月18日の間、第3両用戦部隊改め第79任務部隊を率いたウィルキンソンは、レイテ島の戦いに始まりリンガエン湾上陸作戦までのフィリピン方面の攻略戦を指揮し続けた。なお、ウィルキンソンは1944年に中将に昇進する。

### 戦後
1945年9月、ウィルキンソンは海軍省勤務となり、前述の両院合同査問委員会への出席ののち、1946年1月からは統合参謀本部内に設けられた戦略調査委員会のメンバーに選出された。しかし、その1カ月後の2月21日、ウィルキンソンはハンプトン・ローズのエリザベス川をフェリーで渡河中、運転していた車が急発進して川に転落する。同乗していた妻キャサリンを車外に出して助けたものの、ウィルキンソン自身は溺死した。57歳没。ウィルキンソンはアーリントン国立墓地の第2区画3645地に埋葬されている。
1952年に就役したミッチャー級駆逐艦の4番艦、ウィルキンソン (USS Wilkinson, DD-930/DL-5) は、彼に因んで命名された。